# ترهانوو
ترهانوو (به لاتین: Trhanov) یک منطقهٔ مسکونی در جمهوری چک است که در شهرستان دوماژلیتسه واقع شده‌است. ترهانوو ۲٫۱۳ کیلومتر مربع مساحت و ۵۷۱ نفر جمعیت دارد و ۴۵۶ متر بالاتر از سطح دریا واقع شده‌است.